# Монткам (округ)
Шаблон:StateAbbr_ 43°19′ пн. ш. 85°09′ зх. д. / 43.31° пн. ш. 85.15° зх. д.
Округ  Монткам (англ. Montcalm County) — округ (графство) у штаті Мічиган, США. Ідентифікатор округу 26117.

## Історія
Округ утворений 1831 року.

## Демографія
За даними перепису 
2000 року 
загальне населення округу становило 61266 осіб, зокрема міського населення було 10572, а сільського — 50694.
Серед мешканців округу чоловіків було 31452, а жінок — 29814. В окрузі було 22079 домогосподарств, 16176 родин, які мешкали в 25900 будинках.
Середній розмір родини становив 3,07.
Віковий розподіл населення поданий у таблиці:
| Стать    | До 15 років | 15-21 | 22-29 | 30-39 | 40-49 | 50-65 | 65-85 | Понад 85 |
| -------- | ----------- | ----- | ----- | ----- | ----- | ----- | ----- | -------- |
| Чоловіки | 6909        | 3192  | 3301  | 5101  | 5038  | 4703  | 2955  | 253      |
| Жінки    | 6656        | 2873  | 2736  | 4310  | 4340  | 4686  | 3635  | 578      |

## Суміжні округи
- Мекоста — північ
- Ізабелла — північний схід
- Грешіт — схід
- Клінтон — південний схід
- Айонія — південь
- Кент — південний захід
- Невейго — захід

## Виноски
1. ↑  U.S. Decennial Census. United States Census Bureau. Архів оригіналу за 19 липня 2018. Процитовано 27 вересня 2014.
2. ↑  Historical Census Browser. University of Virginia Library. Архів оригіналу за 11 серпня 2012. Процитовано 27 вересня 2014.
3. ↑  Population of Counties by Decennial Census: 1900 to 1990. United States Census Bureau. Архів оригіналу за 15 лютого 2015. Процитовано 27 вересня 2014.
4. ↑  Census 2000 PHC-T-4. Ranking Tables for Counties: 1990 and 2000 (PDF). United States Census Bureau. Архів оригіналу (PDF) за 18 грудня 2014. Процитовано 27 вересня 2014.
5. ↑  State & County QuickFacts. United States Census Bureau. Архів оригіналу за 5 липня 2011. Процитовано 28 серпня 2013.(англ.) Наведено за англійською вікіпедією.
6. ↑  American FactFinder. Бюро перепису населення США. Архів оригіналу за 26 лютого 2012. Процитовано 31 січня 2008.

| США | Це незавершена стаття з географії США. Ви можете допомогти проєкту, виправивши або дописавши її. |